# Тинг Тингс
Тинг Тингс (на английски: The Ting Tings) е английско музикално дуо, състоящо се от Кейти Уайт и Джулс де Мартино. Сформират се през 2007 година в Салфорд. Записват четири сингъла, един от които е хитът „That not my Name“, който застава директно на първо място в Singles Chart Великобритания. На 19 май 2008 г. пускат и дебютния си албум „We Started Nothing“, който застава на първо място в Обединеното кралство. От него са продадени общо 3 милиона копия и 5 милиона сингъла по целия свят. През 2012 година пускат втория си албум „Sound from Nowheresville“ с водещ сингъл „Hang up“. Третият им студиен албум „Super Critical“ е издаден през октомври 2014 г. Техният четвърти студиен албум „The Black Light“ е издаден през октомври 2018 г.